# Сіньял-Акрамово
Сінья́л-Акра́мово (рос. Синьял-Акрамово, чув. Çĕньял Шурча) — присілок у Чувашії Російської Федерації, у складі Ярабайкасинського сільського поселення Моргауського району.
Населення — 106 осіб (2010; 110 в 2002, 125 в 1979; 185 в 1939, 217 в 1926, 133 в 1897, 83 в 1858). Національний склад — чуваші, росіяни.

## Історія
Історичні назви — Новий, Сіньяли. Утворився як виселок села Успенське (Акрамово). До 1866 року селяни мали статус державних, займались землеробством, тваринництвом, ткацтвом, ковальством, слюсарством, виробництвом взуття та борошна. У 1920-их роках діяло 2 вітряки. 1931 року утворено колгосп «Танк». До 1920 року присілок перебував у складі Акрамовської волості Козьмодемьянського, а до 1927 року — Чебоксарського повіту. 1927 року присілок переданий до складу Татаркасинського району, 1935 року — до складу Ішлейського, 1944 року — до складу Моргауського, 1959 року — до складу Сундирського, 1962 року — до складу Чебоксарського, 1964 року — повернутий до складу Моргауського району.

## Господарство
У присілку діє магазин.